# Sarah Jessica Parker
Sarah Jessica Parker (Nelsonville, Ohio, 1965. március 25. –) négyszeres Golden Globe-díjas, kétszeres Emmy-díjas amerikai színésznő és filmproducer, televíziós, filmes és színházi alakításairól is ismert. 
Egyik leghíresebb szerepe Carrie Bradshaw újságírónő az HBO Szex és New York című sorozatában. Ezért a szerepért négy Golden Globe-díjat és két Emmy-díjat kapott.

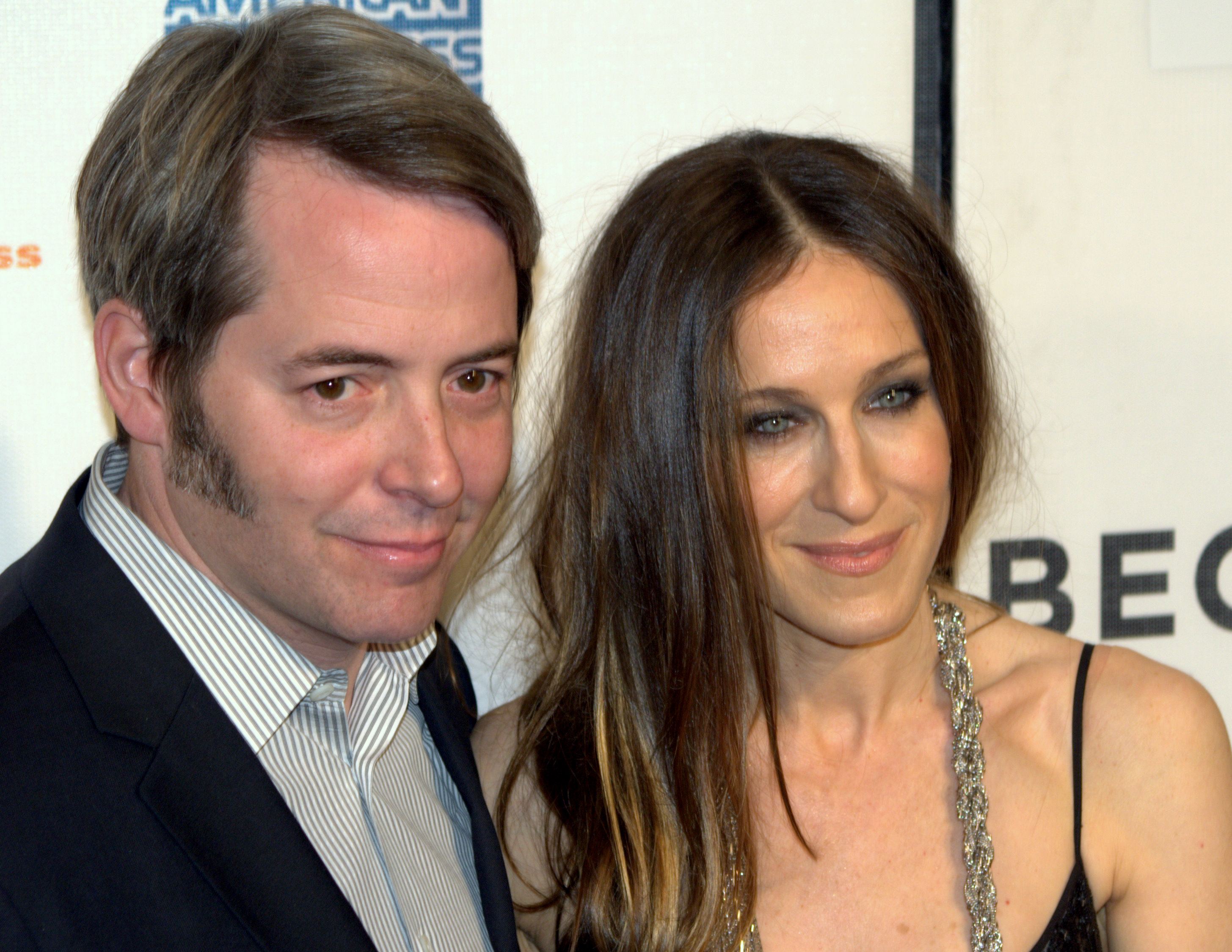
Matthew Broderick és Sarah Jessica Parker 2009-ben

## A kezdetek
Nelsonville-ben született, Ohio államban. Édesanyja, Barbara egy nővériskola operátora és tanárnő; édesapja, Steven Parker vállalkozó és újságíró. Parker édesapja, aki Brooklyn-i születésű, zsidó származású, a család eredeti vezetékneve "Bar-Kahn" volt. Szülei fiatalkorában elváltak, és az édesanyja újra férjhez ment Paul Forste-hez. Parker az édesanyjával nőtt fel, mostohaapjával és hét testvérével. Fiatal lányként énekelni és balettozni tanult, és hamarosan ki is választották egy Broadway-i produkció szerepére, a The Innocents-be. A családja Cincinnati-be, Ohio-ba költözött, majd Dobbs Ferry-be, New York államba, közel New York városához, ahol Parker gyerekszínészként dolgozott. 1977-ben a család az újonnan létesült Roosevelt Island-re költözött, Manhattan és Queens közé; majd a szülei Englewood-ba, New Jersey-be, ahol a Dwight Morrow High School-ba járt.
Parker a the School for Creative and Performing Arts-ba, a the School of American Ballet and the Professional Children's School-ba, később a Dwight Morrow High School-ba járt. Első szerepe 1977-81 között az Annie című musicalben volt (July-t alakította), majd később megkapta a főszereplő árva lány szerepét (megosztva Andrea McArdle-lal és Shelley Bruce-szal) 1979. március 6-ától.
1991-ben mellékszereplőként feltűnt az L.A. Story-ban; mind a film, mind az alakítása pozitív kritikát kapott. A következő évben a Végső állomás, Las Vegas-ban tűnt fel Nicolas Cage oldalán. 1993-as Hocus Pocus című filmbeli szerep kasszasiker volt, de negatív kritikákat kapott. A következő évben Johnny Depp-pel szemben játszott az Ed Wood című filmben. Szerepelt többek között a Támad a Mars!-ban és az Elvált nők klubjában is.

## A Szex és New York és a későbbi sikerek
1997 végén kapta meg az HBO Szex és New York sorozatának a forgatókönyvét. A sorozat készítője, Darren Star mindvégig hitt abban, hogy Parker is részt vesz a sorozatban. A kezdeti kétségek ellenére Sarah Jessica mégis igent mondott a felkérésre.
Az első évad rendkívüli sikert ért el, ami Parkert magasabb státuszba emelte. Sarah Jessica Parker a sorozat 6 évada alatt egyszer sem vállalt el meztelen jelenetet, amit kikötött a szerződésében. A sorozat 3. évadjától kezdve a sorozat producerévé vált. 2004-ben megnyerte a legjobb női alakításnak járó Emmy-díjat. A Szex és New York 2004-ben véget ért, és azóta pletykák terjedtek el, miszerint elkészítenek majd egy filmváltozatot is.
2005 decemberében szerepelt a Kőkemény család című vígjátékban, amiért Golden Globe jelölést kapott a Legjobb női színésznő – vígjáték kategóriában. A következő filmszerepe Matthew McConaughey oldalán volt az Anyám nyakán című vígjátékban, amit 2006. március 10-én mutattak be az Egyesült Államokban, ami 24 millió dolláros bevételt hozott az első héten.
Később a Szex és New York körüli pletykák tényekké váltak, majd 2007-ben el is kezdték forgatni a moziváltozatot. Az azonos című film premierje 2008. május 12-én volt Londonban.

## Személyes stílus
Parker nagy hatást gyakorol a divatra. 2000-ben a házigazdája volt az MTV Movie Awards-nak, ami során 15 különböző ruhát viselt. 2003 augusztusában a Garnier cég arca volt, majd 2004-ben a Gap cégé, de 2005-ben az óriáscég Joss Stone-t szerződtette le. 2005-ben jelent meg az első SJP parfüm, a "Lovely". 2007 márciusában Parker bejelentette, hogy saját ruhacéget hoz létre Bitten néven, ami ruhákat és kiegészítőket kínál 20 dollár alatti áron. 2007 júliusában a Lovely nagy sikere után megjelent a második a parfüm, a "Covet".

## Magánélet
Az 1990-es évek elején járt az újságíró John Kennedy Jr.-ral, előtte a szintén színész Robert Downey Jr.-ral volt komoly kapcsolata.
1997. május 19-én ment férjhez a színész Matthew Broderick-hez, akit a bátyja mutatott be neki. A pár a civil ceremóniát a történelmi zsinagógában tartotta Manhattanben. A pár első gyermeke, James Wilkie Broderick 2002. október 28-án született meg.
Parker a UNICEF jószolgálati nagykövete, jelenleg férjével és fiával New Yorkban él.
Legnagyobb sajnálatára nem tudott másodjára is teherbe esni, és férjével magánéleti válságon jutottak túl, mikor 2009. június 22-én megszülettek ikerlányaik, Marion és Tabitha, akiket béranya hozott világra egy Ohio állambeli városban, Martins Ferry-ben.[forrás?]

## Filmográfia

### Film
| Év   | Magyar cím                               | Eredeti cím                     | Szerep                              | Magyar hang      |
| ---- | ---------------------------------------- | ------------------------------- | ----------------------------------- | ---------------- |
| 1983 |                                          | Somewhere Tomorrow              | Lori Anderson                       |                  |
| 1984 | Gumiláb                                  | Footloose                       | Rusty                               | Báthory Orsolya  |
| 1984 | Az elsőszülött                           | Firstborn                       | Lisa                                |                  |
| 1985 | Édenkert a javából                       | Girls Just Want to Have Fun     | Janey Glenn                         |                  |
| 1986 | Gyermek az időben                        | Flight of the Navigator         | Carolyn McAdams                     | Balázs Ági       |
| 1991 | L. A. Story – Az őrült város             | L.A. Story                      | SanDeE*                             | Hegyi Barbara    |
| 1991 | L. A. Story – Az őrült város             | L.A. Story                      | SanDeE*                             | Szénási Kata     |
| 1992 | Első állomás, Las Vegas (Nászút Vegasba) | Honeymoon in Vegas              | Betsy Nolan / Donna Korman          | Détár Enikő      |
| 1992 | Első állomás, Las Vegas (Nászút Vegasba) | Honeymoon in Vegas              | Betsy Nolan / Donna Korman          | Kiss Erika       |
| 1993 | Árral szemben                            | Striking Distance               | Jo Christman / Emily Harper nyomozó | Prókai Annamária |
| 1993 | Árral szemben                            | Striking Distance               | Jo Christman / Emily Harper nyomozó | Spilák Klára     |
| 1993 | Hókusz pókusz                            | Hocus Pocus                     | Sarah Sanderson                     | Biró Anikó       |
| 1994 | Ed Wood                                  | Ed Wood                         | Dolores Fuller                      | Für Anikó        |
| 1995 | Miami rapszódia                          | Miami Rhapsody                  | Gwyn Marcus                         | Györgyi Anna     |
| 1996 | Támad a Mars!                            | Mars Attacks!                   | Nathalie Lake                       | Biró Anikó       |
| 1996 | Ugrásra készen                           | If Lucy Fell                    | Lucy Ackerman                       | Kiss Erika       |
| 1996 | A tűz melege                             | The Substance of Fire           | Sarah Geldhart                      | Ullmann Zsuzsa   |
| 1996 | Elvált nők klubja                        | The First Wives Club            | Shelly Stewart                      | Bíró Kriszta     |
| 1996 | Halálos terápia                          | Extreme Measures                | Jodie Trammel                       | Spilák Klára     |
| 1997 | Időszámításom előtt                      | ’Til There Was You              | Francesca Lanfield                  | Murányi Tünde    |
| 1999 | Derék Dudley                             | Dudley Do-Right                 | Nell Fenwick                        | Orosz Anna       |
| 2000 | Ennyi!                                   | State and Main                  | Claire Wellesley                    | Hegyi Barbara    |
| 2001 | Meg vagyunk lőve                         | Life Without Dick               | Colleen Gibson                      | Schell Judit     |
| 2005 | Kőkemény család                          | The Family Stone                | Meredith Morton                     | Spilák Klára     |
| 2006 | Öregdiák nem véndiák                     | Strangers with Candy            | Peggy Callas                        | Spilák Klára     |
| 2006 | Anyám nyakán                             | Failure to Launch               | Paula                               | Spilák Klára     |
| 2007 |                                          | Spinning into Butter            | Sarah Daniels                       |                  |
| 2008 | Zseni az apám                            | Smart People                    | Janet Hartigan                      | Spilák Klára     |
| 2008 | Szex és New York                         | Sex and the City                | Carrie Bradshaw                     | Spilák Klára     |
| 2009 | Hova lettek Morganék?                    | Did You Hear About the Morgans? | Meryl Morgan                        | Spilák Klára     |
| 2010 | Szex és New York 2.                      | Sex and the City 2              | Carrie Bradshaw                     | Spilák Klára     |
| 2011 | Csak tudnám, hogy csinálja               | I Don't Know How She Does It    | Kate Reddy                          | Spilák Klára     |
| 2011 | Szilveszter éjjel                        | New Year's Eve                  | Kate Doyle                          | Spilák Klára     |
| 2013 | A szörny mentőakció                      | Escape from Planet Earth        | Kira Supernova (hangja)             | F. Nagy Erika    |
| 2013 |                                          | Lovelace (törölt jelenetek)     | Gloria Steinem                      |                  |
| 2015 | Minden út Rómába vezet                   | All Roads Lead to Rome          | Maggie                              |                  |
| 2018 | Itt és most                              | Here and Now                    | Vivienne                            | Spilák Klára     |
| 2022 | Hókusz pókusz 2.                         | Hocus Pocus 2                   | Sarah Sanderson                     | Spilák Klára     |

### Televízió
| Év        | Magyar cím                        | Eredeti cím                          | Szerep            | Megjegyzések                                                                                                  |
| --------- | --------------------------------- | ------------------------------------ | ----------------- | --- |
| 1974      |                                   | The Little Match Girl                | kis gyufaáruslány | tévéfilm |
| 1980      |                                   | 3-2-1 Contact                        | Annie             | 3 epizód |
| 1982      | Az én testem, az én vérem         | My Body, My Child                    | Katy              | tévéfilm |
| 1982–1983 |                                   | Square Pegs                          | Patty Greene      | főszereplő (20 epizód)                                                                                        |
| 1984      |                                   | ABC Afterschool Specials             | Suzanne Henderson | 1 epizód |
| 1986      |                                   | Hotel                                | Rachel            | 1 epizód |
| 1987      |                                   | Hallmark Hall of Fame                | Mandy Janovic     | 1 epizód |
| 1987–1988 |                                   | A Year in the Life                   | Kay Erickson      | főszereplő (22 epizód)                                                                                        |
| 1988      |                                   | Dadah Is Death                       | Rachel Goldman    | minisorozat (2 epizód)                                                                                        |
| 1989      |                                   | Twist of Fate                        | Miriam            | minisorozat (4 epizód)                                                                                        |
| 1989      |                                   | The Ryan White Story                 | Laura             | tévéfilm |
| 1989      |                                   | American Playhouse                   | Amy-Beth          | 1 epizód |
| 1990–1991 |                                   | Equal Justice                        | Jo Ann Harris     | főszereplő (26 epizód)                                                                                        |
| 1992      | A gyerekek érdekében              | In the Best Interest of the Children | Callie Cain       | tévéfilm |
| 1994      | Saturday Night Live               | Saturday Night Live                  | házigazda         | 1 epizód |
| 1996      | A napsugár fiúk                   | The Sunshine Boys                    | Nancy Davison     | - tévéfilm - magyar hangja: - Für Anikó                                                                       |
| 1998      |                                   | Stories from My Childhood            | narrátor (hangja) | 1 epizód |
| 1998–2004 | Szex és New York                  | Sex and the City                     | Carrie Bradshaw   | - főszereplő (94 epizód) - vezető producer (28 epizód) - vezető koproducer (18 epizód) - producer (16 epizód) |
| 1999      |                                   | Space Ghost Coast to Coast           | önmaga            | 1 epizód |
| 2007      | Leendő divatdiktátorok (A kifutó) | Project Runway                       | önmaga            | 1 epizód |
| 2007–2010 | Szezám utca                       | Sesame Street                        | önmaga            | 2 epizód |
| 2010      | Mit gondolsz, ki vagy?            | Who Do You Think You Are?            | önmaga            | 1 epizód |
| 2012–2013 | Glee – Sztárok leszünk!           | Glee                                 | Isabelle Wright   | 3 epizód |
| 2016      |                                   | Nightcap                             | önmaga            | 1 epizód |
| 2016–2019 | Válás                             | Divorce                              | Frances Dufresne  | - főszereplő (24 epizód) - magyar hangja: - Spilák Klára                                                      |
| 2022–2025 | És egyszer csak…                  | And Just Like That…                  | Carrie Bradshaw   | - főszereplő és vezető producer - magyar hangja: - Spilák Klára                                               |

## Díjak és jelölések
Golden Globe-díj
- 2005: jelölés: Legjobb női alakítás: musical vagy vígjáték – Kőkemény család
- 2005: jelölés: Legjobb női alakítás tévésorozatban: musical vagy vígjáték – Szex és New York
- 2004: nyertes: Legjobb női alakítás tévésorozatban: musical vagy vígjáték – Szex és New York
- 2003: jelölés: Legjobb női alakítás tévésorozatban: musical vagy vígjáték – Szex és New York
- 2002: nyertes: Legjobb női alakítás tévésorozatban: musical vagy vígjáték – Szex és New York
- 2001: nyertes: Legjobb női alakítás tévésorozatban: musical vagy vígjáték – Szex és New York
- 2000: nyertes: Legjobb női alakítás tévésorozatban: musical vagy vígjáték – Szex és New York
- 1999: jelölés: Legjobb női alakítás tévésorozatban: musical vagy vígjáték – Szex és New York

Emmy-díj
- 2004: nyertes: Kiemelkedő női főszereplői alakítás vígjáték sorozatban – Szex és New York
- 2004: jelölés: Kiemelkedő sorozat vígjáték kategóriában – Szex és New York
- 2003: jelölés: Kiemelkedő női főszereplői alakítás vígjáték sorozatban – Szex és New York
- 2003: jelölés: Kiemelkedő sorozat vígjáték kategóriában – Szex és New York
- 2002: jelölés: Kiemelkedő női főszereplői alakítás vígjáték sorozatban – Szex és New York
- 2002: jelölés: Kiemelkedő sorozat vígjáték kategóriában – Szex és New York
- 2001: jelölés: Kiemelkedő női főszereplői alakítás vígjáték sorozatban – Szex és New York
- 2001: nyertes: Kiemelkedő sorozat vígjáték kategóriában – Szex és New York
- 2000: jelölés: Kiemelkedő női főszereplői alakítás vígjáték sorozatban – Szex és New York
- 1999: jelölés: Kiemelkedő női főszereplői alakítás vígjáték sorozatban – Szex és New York

Screen Actors Guild
- 2005: jelölés: Kiemelkedő színésznői alakítás vígjáték sorozatban – Szex és New York
- 2005: jelölés: Outstanding Performance by an Ensemble in a Comedy Series – Szex és New York
- 2004: nyertes: Outstanding Performance by an Ensemble in a Comedy Series – Szex és New York
- 2002: jelölés: Kiemelkedő színésznői alakítás vígjáték sorozatban – Szex és New York
- 2002: nyertes: Outstanding Performance by an Ensemble in a Comedy Series – Szex és New York
- 2001: nyertes: Kiemelkedő színésznői alakítás vígjáték sorozatban – Szex és New York
- 2001: jelölés: Outstanding Performance by an Ensemble in a Comedy Series – Szex és New York
- 2000: jelölés: Kiemelkedő színésznői alakítás vígjáték sorozatban – Szex és New York

## Fordítás
- Ez a szócikk részben vagy egészben  a   Sarah Jessica Parker című angol Wikipédia-szócikk fordításán alapul.  Az eredeti cikk szerkesztőit annak laptörténete sorolja fel. Ez a jelzés csupán a megfogalmazás eredetét és a szerzői jogokat jelzi, nem szolgál a cikkben szereplő információk forrásmegjelöléseként.